# علي تاري
علي تاري ( (بالفارسية: علی تاری) ؛ من مواليد 31 أكتوبر 2000) لاعب وسط كرة قدم إيراني يلعب مع نفط عبادان في دوري المحترفين الإيراني .  

## مهنة النادي

### وظيفة مبكرة
بدأ تاري مسيرته كلاعب شاب في نادي بيرسيبوليس قائم شهر ثم انتقل إلى نادي أوكسين البرز .  كما لعب لـ نادي نفط طهران ونادي ماشين سازي قبل الانضمام إلى نادي ذوب آهن أصفهان .     في يوليو 2019 ، انضم إلى الاستقلال بعقد مدته خمس سنوات.  

## مهنة دولية

### تحت 20
في أغسطس 2017 ، تمت دعوته إلى منتخب إيران لكرة القدم تحت 20 عامًا من قبل أمير حسين بيرواني .  

## روابط خارجية
- علي تاري على موقع Soccerway.com (الإنجليزية)